# Третій регулярний орден Святого Франциска
Третій регулярний орден Святого Франциска (lat. — Tertius Ordo Regularis Sancti Francisci) інститут посвяченного життя (монаший орден) Католицької церкви.
Утворився, як третій підрозділ в ордені Францисканців. З 1447 року став окремим жебракуючим орденом канонічно незалежним від Ордену францисканців.
Ще має назву Терціани або Брати Епітим'ї.

## Історія

### Заснування
Походження терціаріїв (як чоловічої, так і жіночої гілки), коріниться у житті святого Франциска. Його перший офіційний біограф, Томас Челано, згадував затворників серед категорій способу життя тих, хто наслідував святого. Організовані форми цього життя більш надійно можна простежити від другої половини тринадцятого століття, але точна дата не може бути вказана. Воно було організоване в різних формах, в Нижніх країнах, на півдні Франції, в Німеччині та в Італії. Ймовірно, деякі світські терціарії, які в багатьох випадках зустрічалися у власних домах, поступово виходили повністю зі світу. Таким чином формувалися релігійні громади, але без трьох істотних обітниць чернечих орденів. Інші релігійні організації, такі як бегінки (для жінок) і бегарди (для чоловіків) в Нідерландах, деколи вливалися до Третього ордену.
Наприкінці 13-го-початку 14 століття зародилися деякі підозри єресі щодо деяких з цих вільних релігійних об'єднань третього порядку (bizocchi), як можна зрозуміти із булли Івана XXII «Sancta Romana», грудень, 1317 (Bull. Franc., V, 134). Більш ніж через сторіччя св. Івану (1456) довелося захищати терціаріїв в спеціальному трактаті «Defensorium tertii ordinis d. Francisci.», що був надрукований з іншими невеликими роботами святого у Венеції в 1580 році.
Протягом 14-го століття регулярні терціарії обох статей здебільшого не мали єдиної організації, і тільки в наступному столітті можна було спостерігати одну впорядковану релігійну громад з урочистими обітами та Головним настоятелем. Папа Мартін V передав у 1428 році всіх терціаріїв під опіку Генерального настоятеля Братів Менших (Bull. Franc., VII, 715), але це розпорядження незабаром скасував його наступник папа Євгеній IV. У тому ж 15-го столітті можна було зустріти численні незалежні чоловічі громади з трьома домами в Італії, на Сицилії, Далмації, Іспанії, Португалії, Франції, Німеччини та в Нідерландах. Одночасно існували сестринські громади терціаріїв з обітами, наприклад, Сірі сестри, що працювали в лікарнях, поширилися у Франції та Фландрії, чиї статути були опубліковані Анрі Леметром в Arch. Franc. Hist. IV, 1911, 713-31. Лев X упорядкував численні громади, давши у 1521 році новий устав, який на даний час існує у вигляді десяти розділів, зберігаючи положення, введені Миколаєм IV та додаючи нові пункти (окремо варто виділити три урочисті обітниці). Також додано положення про підпорядкування францисканцям — воно зустріло рішучий опір, і як наслідок, ніколи не було прийнято кількома громадами, але все ж служило до кінця 20-го століття як основа конституції багатьох пізніших згромаджень, особливо численними громадами сестер.

### Єдиний орден після Лева X
Дві італійські громади, у Ломбарді і Сицилії, які сформувалася в ході 15-го століття, були об'єднані папою Павло III і від часу Сикста V користувалися повною незалежністю від первісного ордену, що тоді мав уже 11 провінцій.
У 17 столітті громади Далмації та Нідерландів) були об'єднані з італійськими . У 1734 році Климент XIII підтвердив їх статути. У той час як французька революція змела всі подібні громади, у Італії вижили чотири провінції, одна з яких була у Далмації. У 1906 році невелике зібрання ордену утворило громаду братів на Балеарських островах, а трохи пізніше ще і два жіночих монастирі з колегами в США, що вступили у ту ж й громаду, яка станом на 1908 рік налічувала близько 360 членів.
Резиденція генерального настоятеля знаходиться в Римі, поруч з базилікою св. Козьми і Дам'яна. Після Лева X, іспанська гілка часто відчувала проблеми з питання про його підпорядкування батьківському ордену. Після того, як Пій V (1568) поставив всіх терціаріїв знову під нагляд Братів Менших, начальники трьох іспанських провінцій після 1625 року брали участь у Генеральних Зборах Братів Менших і з 1670 вони мали власного представника на для представлення їхніх інтересів.
Французька гілка, що дістала назву від свого першого дому у Парижі — «Picpus» — була реформована В. Муссартом (пом. 1637), а також підтримувала тісні зв'язки з основним орденом до його зникнення в час Великої французької революції. Відомим терціарієм цього ордену є Іпполіт Гейлот, автор важливої історії релігійних орденів. У 1768 році орден налічував чотири провінції з 61 монастирем і 494 ченцями.
Новий устав, написані монахами і сестрами різних громад, була схвалений папою Павлом VI в 1978 році. Його зараз дотримуються усі громади — як чоловічі, так і жіночі.

### США
У 19-му столітті брати зі збережених громад Ірландії були запрошені викладати в єпархіях Брукліну, Пенсільванія та Сполдінгу, Небраска. У своїй рідній землі вони були громадами затворників, які спеціалізувалися на і школах для молодих людей. Як такі, вони підлягали місцевим єпископам, кожен з яких виступав як їхній верховний настоятель у межах своєї єпархії.
Через кілька років брати хотіли зміцнити свої зв'язки з орденом, а деякі навіть шукали священства. Зрештою, єпископи дозволили громадам у штаті Пенсильванія і Небраска шукати консолідації з ченцями терціаріїв у Римі. Частина братів Брукліну також цього прагнули, але їм було відмовлено, позаяк місцевий єпископ боявся втрати цінних кадрів своєї провінції.
Формальні клопотання були спрямовані громадам протягом 1907 року, що були отримані й прийняті ченцями, які і представили свій запит до Ватикану. Був отриманий папський дозвіл, і в 1908 році дві громади були включені в орден — в 1910 році були створені автономні американські провінції Святого Серця францисканських монахів-терціаріїв. У 1920 році провінція була розділена. В результаті цього поділу, були запрошені монахи з Іспанії в США для роботи з іспаномовним населення Техасу і Нью-Йорку.
У 1938 році американські ченці були відправлені в першу місію ордену — представництво в Бхагалпурі, Індія.